# 26. srbska brigada (NOVJ)
Za druge 26. brigade glejte 26. brigada.
26. srbska brigada (srbohrvaško: 26. srpska brigada) je bila brigada v sestavi Narodnoosvobodilne vojske in partizanskih odredov Jugoslavije in ki je delovala med drugo svetovno vojno na področju Kraljevine Jugoslavije.

## Organizacija
- štab
- 3x bataljon